# Каральна експедиція московських військ в Україну (1709)

Карта каральної експедиції 1709 р.

Каральна експедиція московських військ в Україну — військова експедиція, що була надіслана 1709 року владою Московського царства (Петром І) на українські землі з метою знищення Запорозької Січі за її підтримку гетьмана Мазепи в антимосковських виступах та участь запорожців у бойових діях на боці шведів (під час Великої Північної війни).
Іншою ціллю експедиції було знищення тилів шведсько-українського війська.
Унаслідок експедиції московські війська за підтримки козаків-перебіжчиків зруйнували декілька козацьких містечок та повністю знищили Чортомлицьку Січ.

## Передумови
У ході війни між Московським царством і Шведською імперією гетьман Мазепа вирішив скористатися в боротьбі з московською владою допомогою шведів.
Після переходу на бік шведів гетьмана Івана Мазепи та частини запорозької старшини й козаків під проводом кошового отамана Костя Гордієнка царський уряд звинуватив усе запорозьке козацтво в зраді.
Дізнавшись про перехід Мазепи, Петро І намагався утримати на своєму боці український народ і запорожців, але без успіху. Він відправив на Запоріжжя послів, яких запорожці спочатку прийняли стримано, але коли ті почали наполягати, погрожували вбити послів і серед них архімандрита Жураховського.
Після невдалих переговорів царський уряд направив на Січ каральну експедицію під проводом полковника Петра Яковлєва за участю компанійського полку Гната Галагана.

## Під час каральної експедиції
Полковник Яковлєв з трьома піхотними полками сів на судна під Києвом і рушив униз Дніпром. За ним берегом Дніпра йшли драгунські полки, щоб не дати можливості запорожцям відтяти шлях московському флоту на Дніпрі..

### Знищення Келеберди
Спускаючись Дніпром, Яковлєв прилучив до себе по шляху полк донських козаків і вийшов на берег біля містечка Келеберди, де стояла перша невелика запорозька залога. Частина запорожців, не маючи сили змагатись, відійшла на Переволочину.
16 квітня Яковлєв напав на Келеберду, у якій стояв запорізький табір. Партія донців, переколовши немалу кількість запорожців, спалила містечко, залишивши неспаленою лише церкву.
Келеберду було спалено на знак того, що келебердянці поставляли провіант Мазепі та вислали свої сім'ї в Переволочну під захист запорожців. В останній момент келебердянський сотник, бажаючи порятувати місто, запропонував покору, але після попереднього опору московити вже забули про милосердя.

### Знищення Переволочної
Від Келеберди 18 квітня Яковлєв дійшов до Переволочної, де на той час було 1000 запорожців і 2000 навколишніх жителів під керуванням запорізького полковника Зінця.
У центрі містечка був влаштований замок з гарнізоном у 600 чоловік, добре забезпечених припасами й цілком упевнених у своїй перевазі над московитами.
У Переволочній була велика запорозька флотилія, яка забезпечувала позиції союзників на Дніпрі, а також комунікацію з Правобережжям. На допомогу Яковлеву прийшов князь Волконський.
Підступивши до містечка Переволочної, полковник Яковлєв спочатку вимагав від запорожців добровільної капітуляції. Та запорожці, які вже попередньо кілька разів перемагали московитів, відповідали їм пострілами.
Тоді Яковлєв відкрив по Переволочній запеклий вогонь, скеровуючи ядра й бомби в сам замок містечка.
Запорожці, які мали невелику порівняно з московитами чисельність і були не такі дисципліновані, як московити, вперто боронилися, та все-таки не змогли вистояти проти них більше двох годин: московити вдерлися в містечко, тисячу чоловік перебили на місці, частину людей попалили в хлівах і хатах, деякі з козаків самі потонули при переправі через Дніпро й Ворсклу, так що в полон узяли тільки 12 козаків, один прапор і одну гармату.
18 квітня Яковлєв доповідав «по двучасном многом огню… Переволочинской замок взяли». Понад 1000 запорожців і більшість «жителей» було порубано, «кромѣ тѣх, что по куреням побито и позжено. A достальные, бѣжав, топились в рѣках — в Днѣпрѣ и в Ворсклѣ».
Переможцям дісталося 3 гармати, прапор, 4 козацьких значки і 12 старшин («понеже живых их брали мало, по всѣх рубили») — «и тот замок (и слободы) совсѣм разорили». При цьому було спалено всі переволоченські млини й запорозьку флотилію. Дорога на Січ була відкрита.
Лють московитів була такою великою, що вони знищили всіх жінок, дітей і старих, спалили всі млини на ріках, усі будівлі в містечку, всі судна, що стояли на Дніпрі біля Переволочненської переправи.
Таким чином Переволочна розділила сумну долю гетьманської столиці Батурина, ставши символом жорстокості московських військ в Україні.

### Спроби переговорів
Знищення Переволочної мало сильне враження на запорожців як у самій Січі, так і на тих, хто перебував разом з кошовим Гордієнком.
Січовики надіслали листа князю Меншикову з готовністю скласти зброю перед царськими військами, але за умовою царської «обнадеживательной» грамоти. Козаки, що перебували разом з Гордієнком, залишили всі міста по Ворсклі з приводу того, що вони не в змозі захищати всі проходи по цій ріці від московитів.
Але після збору в Нових Санжарах та завіряння Карла XII, що він надішле допомогу, до запорожців та кошового Гордієнка повернулась їх хоробрість.

### Знищення Старого та Нового Кодака
Після розгрому Переволочної полковник Яковлєв рушив нижче по Дніпру й досягнув спочатку Нового, а тоді Старого Кодака.
Під цей час Січ готувалася до оборони. Поки кошовий Петро Сорочинський перебував у Криму, його заступник наказний отаман Михайло Симоненко з невеличким загоном вирушив на північ, щоб організувати оборону Старого й Нового Кодака.
Але козацький загін внаслідок зради натрапив на загін московитів і козаків Ґалаґана. У бою загін Симоненка був розбитий: «и всѣх их побили» — писав Шереметєв Петру I 11 травня, — «и самого кошевого живьем взяли и c ним 14 человѣк, по за тяжелыми ранами тому кошевому отсѣкли голову, послали к полковнику Яковлеву… для посылки в Сѣчю иным на страх…».
З листів, взятих у Симоненка, Яковлєв дізнався, що кодацький полковник Довбня, якому було наказано боронитися від московського війська, не в силі цього зробити. Кодак (Старий й Новий) був зайнятий Яковлєвим майже без спротиву.
Після того, як в обох Кодаках полковник Яковлєв не зустрів великого опору, основна маса мешканців добровільно здалася московитам і була відіслана в Богородицьку фортецю, незначна частина втекла на острови і в степ, але й з них деяких було спіймано і знищено на місці.
Обидва ж містечка, Старий і Новий Кодаки, було спалено дотла, щоб не дати притулку «злочинцям» і щоб убезпечити тил московських полків.
Біля Старого Кодака Яковлєв спустився через перший на Дніпрі поріг, Кодацький, причому флотилія його, керована замість запорізьких лоцманів, що порозбігалися, московськими стрільцями, зазнала деяких втрат: розбилося два судна, але без нещасливих наслідків для людей.
Нижче Кодацького порогу до Яковлєва приєдналися сухопутні загони, що йшли за ним берегами Дніпра, й вони рушили далі вниз.

### Підкріплення в Кам'яному Затоні
Пропливши решту порогів і минувши острів Хортицю, полковник Яковлєв 7 травня нарешті прибув до Кам'яного Затону на лівому березі Дніпра, майже навпроти Чортомлицької Січі.
У Кам'яному Затоні Яковлєв отримав від коменданту фортеці підкріплення офіцерами та солдатами в 772 людини, а також бойовими припасами. Керівниками кам'янозатонського загону було призначено трьох підполковників — Федір Спешнєв, Гаврило Вульф, Никифор Телегін, майор Фома Щітовський, декілька козаків та урядників.

### Переговори з Січчю
Січ на той час була без нещодавно обраного отамана Петра Сорочинського, який відправився разом з козаком Кириком Меньком до Криму звати татар на поміч запорожцям. На цей час його заміняв наказний отаман Яким Богуш.
Через те, що в Кам'яному Затоні був спалах заразної хвороби, Яковлєв не війшов у місто, а став табором поблизу нього та звідти направив до запорожців козака Сметану з листом від князя Меншикова. Однак запорожці втопили посланця в річці.
Після цього Яковлєв надіслав до запорожців другого листа, цього разу від себе. На цей лист запорожці відповіли, що вони не визнають себе бунтівниками, визнають над собою владу царя, але царських посланців до себе не допускають. Чекаючи свого кошового з Криму, запорожці навіть почали вдавати, наче готові перейти на бік царя.
Яковлєв чекав на позитивну відповідь протягом трьох днів, але потім вирішив штурмувати Січ.

### Знищення Запорозької Січі
Захопити й зруйнувати Січ із першої спроби не вдалося, до того ж війська зазнали чималих втрат. На допомогу Яковлєву прийшов загін компанійського полковника Гната Галагана, оскільки він добре знав Січ та її околиці й облудно пообіцяв січовикам недоторканність. Оборону Січі очолив наказний отаман Яким Богуш, який наказав козакам відкопатися від берега, після чого в прокопаний рів потрапили води Чортомлика, а сама Січ опинилася на острові.
14 травня 1709 року Карл XII відновив воєнні дії; того ж дня три полки московської армії обступили Чортомлик. Кількасот запорожців, що перебували в той час на Січі, оборонялись, застосовуючи січову артилерію; близько 350 нападників загинуло, понад 150 було поранено. Але запорожцям не вдалося утримати оборону і, сівши на човни, вони подалися вниз по Дніпру. Московські війська увірвалися в Січ, захопили 36 гармат та іншу зброю, в тому числі й козацькі човни. Виконуючи наказ, московський полковник стратив усіх полонених, а потім зруйнував січову фортецю, спалив курені й військові будівлі, після чого спустилися по Дніпру й почали хапати й страчувати навіть тих козаків, які перебували на промислах і не брали участі у військових подіях.
Після битви в полон потрапили кошовий отаман, військовий суддя, 26 курінних отаманів, 2 ченці, 250 звичайних козаків, 160 жінок та дітей. З них 5 людей померло, 156 людей було страчено. Декількох вбитих було повішено на плотах та відпущено вниз по течії на страх іншим.
.
Кошовий отаман Степаненко в листі гетьману Скоропадському писав:

| Учинилось у насъ въ Сичѣ то, что по Галагановой и московской присягѣ, товариству нашему голову лупили, шею на плахахъ рубили, вѣшали и иныя тиранскія смерти задавали, и дѣлали то, чего и въ поганствѣ, за древнихъ мучителей не водилось: мертвыхъ изъ гробов многихъ не только изъ товариства, но и чернецовъ откапывали, головы имъ отсѣкали, шкуры лупили и вѣшали.[8] |
26 червня 1709 року московський цар Петро І видав грамоту-звернення до українського народу, де було сказано:

| Віддавна відомо про постійні свавілля й непослух мінливих і непокірних запорожців. Як бунтівники й непослушники вони підлягають знищенню і заслужили страти. |

## Наслідки
Похід Яковлєва завершився успішно. Запорізька Січ була захоплена й спалена, а разом з цим понищені плавзасоби вздовж Дніпра, що згодом мало фатальне значення при відступі шведсько-українських військ з-під Полтави.
Запорозьку Січ було зруйновано, вцілілі запорожці заснували спочатку Кам'янську Січ (також зруйновану московитами), а згодом Олешківську Січ.
Частина запорожців приєдналася до гетьмана Мазепи, який знайшов притулок у Бендерах, що тоді належали Османській імперії. Після смерті Мазепи вони обрали новим гетьманом Пилипа Орлика, та 1711 року брали участь у його поході на Правобережжя з метою відновити гетьманську владу.
До 1734 року (підписання Лубенського договору) запорожці перейшли під владу Османської імперії.